# 오르트 구름

힐스 구름, 카이퍼 벨트, 오르트 구름의 상상도.

오르트 구름(영어: Oort cloud)은 태양으로부터 50,000AU나 약 1광년 떨어진 곳에 아무렇게나 놓여있을지 모른다는 가설이 세워진 구상모형 혜성의 구름이다. 이 공간은 태양계 밖의 가장 가까운 별인 센타우루스자리 프록시마까지 거리의 1/4에 해당한다. 해왕성보다 훨씬 더 먼 곳에 있는 물체의 모체로 알려진 카이퍼 대(帶)와 흐트러진 원반모형은 오르트 구름까지의 거리의 약 1/1000보다 적다. 오르트 구름의 중심권 외부 범위는 태양계 중력의 범위로 설명하기도 한다.
오르트 구름은 두 개의 분리된 지역(구상의 중심권 외부 오르트 구름과 원반 모형의 중심 오르트 구름, 또는 Hills cloud)을 포함하는 것으로 추정된다. 오르트 구름 안의 물체는 대부분 물, 암모니아 그리고 메탄과 같은 얼음 조각으로 구성되어 있다. 천문학자들은 오르트 구름을 구성하는 물질이 태양과 가까워졌을 때 형성되었고, 태양계의 진화 초기에 거대 행성의 중력 효과에 의해 우주 공간에서 아주 먼 곳으로 흩어졌다고 믿는다.
비록 오르트 구름의 형성 과정이 직접적인 관찰로 확인된 적은 없을지라도, 천문학자들은 오르트 구름이 태양계 중심으로 들어오는 모든 장주기 혜성과 핼리혜성, 그리고 수 많은 센타우루스 소행성군와 목성족 혜성의 근본이라고 믿는다. 중심권 외부의 오르트 구름은 유일하게 태양계 쪽으로 느슨하게 묶여져있다. 그래서 이는 지나가는 별과 은하계 자체의 중력에 쉽게 영향을 받는다. 이러한 힘들은 때때로 오르트 구름 안에 있는 자신의 궤도를 가지고 있는 혜성들을 그들의 궤도로부터 제거하고, 태양계 안으로 그들을 보낸다. 그들의 궤도에 기초하여, 대부분의 단주기 혜성들은 흐트러진 원반 모형으로부터 왔을지도 모르지만, 일부는 여전히 오르트 구름의 기원을 가지고 있을지도 모른다.
비록 카이퍼 대(帶)와 더 멀리 흐트러진 원반모형이 관찰되고 위치가 측정되었을지라도, 일반적으로 해왕성 궤도 통과 천체(TNOs)(태양을 중심으로 해왕성보다 훨씬 더 먼 곳에 궤도를 가지고 있는 물체) 물체라고 알려진 네 개(90377 세드나, 2000 CR105, 2006 SQ372, 2008 KV42)만이 가능성 있는 오르트 구름의 중심 구성 물체로 생각된다.

## 가설
1932년에, 에스토니아인 천문학자 에른스트 요피크(Ernst Öpik)는 장주기 혜성은 태양계에서 가장 먼 가장자리에 있는 궤도를 선회하는 무리에서 유래했다는 것을 당연하게 생각했다. 1950년에 그 생각은 네덜란드의 천문학자인 얀 오르트에 의해 태양계의 진행경로의 존재 너머로 있는 혜성의 궤도들이 불안정해서, 결국은, 힘은 혜성이 태양이나 행성과 충돌하거나, 그것 이외에 행성의 섭동에 의해 태양계로부터 추방하는데 영향을 줄 것이라는 역설을 해결하기 위한 수단으로 다시 환기되었다. 더욱이, 그들의 휘발성 구성물질은 그들이 태양으로 반복적인 접근할 때, 복사(복사에너지)가 점차적으로 혜성이 쪼개지거나 더 많은 양의 기체를 제거하는 것을 막는 절연된 지각으로 발전할 때까지 휘발성 물질들을 끓게 한다는 것을 의미한다. 그리하여, 혜성은 그들만의 현재 궤도를 형성할 수 없고, 중심권 외부 모체에 그들 존재 대부분이 붙잡혔음에 틀림없다.
혜성은 두 개의 주된 부류가 있다.: 황도면 혜성이라고 불리는 단주기 혜성들과 거의 등방성 혜성으로 불리는 장주기 혜성. 단주기 혜성은 10AU 이하의 상대적으로 짧은 궤도를 가지고, 행성들이 흩어져 있는 황도면을 따른다. 대부분의 모든 장주기 혜성들은 수 천 AU이상의 아주 긴 궤도를 가지고, 모든 천구상의 끝에서 나타난다. 오르트는 대략 20,000AU의 원일점(그들이 가지는 태양으로부터 가장 먼 거리)을 가진 대부분의 장주기 혜성들의 수의 절정이 있을 것이라는 것에 주목했다. 이는 그 정도 거리에 구형의 등방성한 분포를 가진 모체가 있을 것이라는 생각이 들게 했다. 이러한 약 10,000AU의 궤도를 가진 상대적으로 드문 혜성은 태양계를 통과하는 하나 또는 그 이상의 궤도를 경험했고, 행성의 중력에 의해 안쪽으로 그들의 궤도가 당겨졌을 것이다.

## 구조와 구성

태양계의 끝과 비교한 오르트 구름의 추정 지름

오르트 구름은 태양으로부터 최소 2,000 ~ 5,000 AU , 최대 50,000 AU 사이의 거리의 어딘가에 거대한 공간으로 존재하고 있다고 여겨진다. 하지만 일부에선 중심권 외부 가장자리 공간이 100,000 ~ 200,000 AU사이에 있을 것이라고 추정하기도 한다. 그 지역은 구형의 중심권 외부 오르트 구름(20,000 ~ 50,000 AU)과 도넛 모형의 중심 오르트 구름(2,000 ~ 20,000 AU)으로 다시 세분화될 수 있다. 중심권 외부 오르트 구름은 태양쪽으로 약하게 묶여있어서, 장주기 혜성들(그리고 어쩌면 핼리 혜성)을 해왕성의 궤도 안쪽으로 공급해준다.
중심 오르트 구름은 1981년 이것의 존재를 제안한 J. G. Hills의 이름을 딴 Hills cloud라고도 알려져 있다. 모형들(Models)은 중심 오르트 구름이 중심권 외부 헤일로보다 10배에서 100배 정도 더 많은 혜성의 중심들을 가질 것이라고 예상한다. ; 이 모형들은, 시간이 지나면서 혜성의 수가 점차적으로 고갈되면서 상대적으로 희박해지는 중심권 외부 오르트 구름에 새로운 혜성을 재공급할 가능성을 보여준다. Hills cloud는 수 십억 년 후에도 오르트 구름의 계속된 존재성을 설명할 수 있다.
중심권 외부 오르트 구름은 대략 1km보다 큰 1조개 이상의 독립적인 물체가 포함되어 있고, 그들은 이웃하는 물체와 전형적으로 수 천만 킬로미터 떨어져 있다고 받아들여진다. 이것의 전체 질량은 정확하게 알려져 있지 않지만, 핼리혜성이 중심권 외부 오르트 구름 안에 있는 모든 혜성들에게 적당한 표준일 것이라고 추정된다. 이들의 결합된 질량은 약 ?킬로그램이나, 지구 질량의 약 다섯 배로 추측된다. 일찍이 더 육중할 것(지구 질량의 약 380배 까지도)으로 생각되었지만, 장주기 혜성의 크기에 대한 개선된 지식이 훨씬 적은 수치로 평가되게 하였다. 중심 오르트 구름의 질량은 확실히 알려지지 않았다.
혜성의 관측 결과가 전체를 대표한다면, 오르트 구름 물질의 대다수는 물, 메탄, 에탄, 일산화탄소(CO)와 시안화수소(HCN)와 같은 다양한 얼음 물질로 구성되어 있다. 그러나, 장주기 혜성에 더 전형적이면서, 궤도 안에 있는 소행성인 1996 PW의 발견은 오르트 구름이 튼튼한 물질들로 구성되어 있을지도 모른다는 것을 제안했다. 오르트 구름과 목성과(科)혜성들의 탄소와 질소 동위원소의 비율 분석은 기원 시 그들이 아주 멀리 분리된 지역에서 만들어졌음에도 불구하고, 둘이 아주 조금의 차이를 가진다는 것을 보여준다. 이것과 더불어 오르트 구름 혜성의 과립상 크기 연구와, 최근의 목성과(科) 혜성인 Tempel 1의 충돌에 대한 연구는, 이 둘의 기원이 고유의 원시성(原始星) 구름으로부터 유래했음을 암시한다.

## 기원
오르트 구름은 대략 46억 년 전에 태양 주위에 형성된 고유의 원시행성 원형의 나머지로 생각된다. 가장 널리 받아들여지는 가설은 행성과 소행성을 형성하는 같은 과정의 일부분으로서 오르트 구름의 물체가 처음으로 태양으로 훨씬 가깝게 합쳐졌지만, 목성과 같은 젊은 가스로 이루어진 거대한 행성의 중력 상호작용이 그 물체를 극단적인 긴 타원 궤도나 포물선 궤도로 밀쳐냈다는 것이다. 태양계 시작부터 현재까지, 오르트 구름의 진화 시뮬레이션들은 융합과 충돌 속도가 느려지면서, 더불어 소모의 속도가 공급을 따라잡기 시작함에 따라, 오르트 구름의 질량이 형성된 후 약 8억년 부근에서 가장 컸을 것이라고 암시한다.
훌리오 앙헬 페르난데스(Julio Ángel Fernández)의 모형은, 태양계 안의 주기적인 혜성의 주된 원천이었던 흐트러진 원반 모형이 또한 오르트 구름의 물체에도 주요한 원천이었을지도 모른다고 제안한다. 모형에 따르면 그 물체들의 약 절반은 오르트 구름 쪽인 외부 방향으로 흩어진 이동을 하였고, 1/4은 목성 궤도 안쪽으로 이동하였고, 나머지 1/4은 과장된 궤도로 밀쳐졌다. 흐트러진 원반 모형은 오르트 구름에 여전히 물질들을 공급할지도 모른다. 흐트러진 원반모형의 세 번째 집단은 약 25억 년 후에 오르트 구름 안에서 끝날 것 같다.
컴퓨터 모형은 형성기간 동안에 혜성 파편의 충돌들은 예전에 생각했던 것보다 더 큰 역할을 한다는 것을 제안한다. 이러한 모형에 따르면, 태양계 역사의 초반에 있었던 충돌의 수는 너무 거대해서 대부분의 혜성들은 그들이 오르트 구름에 도달하기 전에 파괴되었다. 그러므로, 현재의 축적된 오르트 구름의 질량은 한 때 예상되었던 질량보다 훨씬 적다.
가까운 별들의 중력 상호작용과 은하의 거대한 조수들은 혜성의 궤도를 더 완곡한 모형으로 수정시켰다. 이것은 중심권 외부 오르트 구름이 거의 구형이라는 것을 설명한다. 반면에, 태양에 상대적으로 더 강하게 묶여있는 힐스 구름은 아직 구형의 모형을 얻지 못했다. 최근의 연구들은 오르트 구름의 형성은 태양계가 200-400개의 별들 집단의 한 부분으로 형성되었다는 가정들과 모순되지 않는다는 것을 보여준다. 그 집단 안에서 훨씬 더 빈번히 섭동을 일으킬, 가까운 별의 변천의 수가 오늘날보다 훨씬 많기 때문에, 이러한 초기 별들은 오르트 구름의 형성에 큰 역할을 할 것이다.

## 혜성
혜성들은 태양계의 기원에서 두 개의 다른 포인트가 있다고 믿어진다. 단주기 혜성들(궤도가 약 200년까지인 혜성)은 태양으로부터 약 30AU에 있는 해왕성의 궤도를 넘어 100AU 넘어서까지 확장되는 얼음 파편의 flat discs로 연결되어 있는, 카이퍼 대(帶)나 흐트러진 원반모형으로부터 나타났다고 일반적으로 받아들여진다. Hale-Bopp 혜성과 같이 궤도가 수 천 년 동안 지속되는 장주기 혜성들은 오르트 구름에서 유래되었다고 생각된다. 카이퍼 대에 있는 궤도들은 상대적으로 안정하다. 그래서 아주 극소수의 혜성만이 그곳에서 유래되었다고 믿어진다. 그러나 흐트러진 원반모형은 역동적으로 움직이므로 혜성의 기원이었을 장소로 더 적합하다고 추측된다. 혜성들은 센타우루스자리라고 알려져 있는 혜성이 되면서, 흐트러진 원반 모형으로부터 중심권 외부 행성의 영역으로 지나간다. 이러한 센타우루스자리는 단주기 혜성이 되기 위해 더 안쪽으로 보내진다.
단주기 혜성에 두 개의 주된 다양성이 있다.: 목성과(科) 혜성들과 핼리과(科) 혜성들. 그들의 표준인 핼리 혜성의 이름을 따서 지은 핼리과(科) 혜성들은 그들이 단주기 혜성임에도 불구하고 그들의 궁극적인 기원은 흐트러진 원반모형이 아니라 오르트 구름에 놓여있다는 점이 독특하다. 그들의 궤도에 기초하여, 그들은 거대한 행성의 중력에 의해 포획되고 태양계 중심으로 보내진 장주기 혜성이라고 믿어진다. 이러한 과정은 비록 목성과(科) 혜성의 대다수가 흐트러진 원반모형에서 유래했을 것이라고 생각될지라도, 목성과(科) 혜성의 중요한 파편의 궤도를 현재와 같은 궤도를 만들었는지도 모른다.
오르트는 되돌아오는 혜성들의 수가 그의 모형이 예상했던 수보다 훨씬 적다는 것에 주목했고, “cometary fading”으로 알려진 이 논쟁은 아직 풀리지 않았다. 아무도 모르는 역학적 과정은 관찰된 혜성이 실제보다 적게 세어 진 것을 설명할 수 있다. 이와 같은 모순에 대한 가정은 모든 휘발성 물질의 손실이나 표면에 비휘발성 지각을 형성하게 하는, 조수의 힘과 충격, 그리고 열에 의한 혜성들의 파괴를 포함한다. 오르트 구름의 혜성에 대한 역동성 연구는 그들의 출연이 중심 행성 지역보다 중심권 외부 행성 지역에서 몇 배 더 높다는 것을 볼 수 있다. 이러한 모순은 1994년에 Comet Shoemaker-Levy 9와 했던 것처럼, 들어오는 혜성들을 잡아들이고 목성과 충돌을 야기시키는 일종의 장벽 역할을 하는 목성의 중력에 의한 당김 때문일지도 모른다.

## 조석현상
태양에 가깝게 보이는 대부분의 혜성들은 은하 조석에 의해 오르트 구름이 중력적인 왜곡을 받아 그들의 현재 위치에 도달했다고 믿어진다. 마치 달의 조석력이 지구의 바다의 조수를 상승시키거나 떨어뜨리면서 지구의 바다를 구부리거나 변형시키는 것처럼, 은하의 거대한 조석력 또한 태양계 외부에 있는 혜성의 궤도를 은하의 중심 쪽으로 당기면서 그들을 구부리거나 왜곡시킨다. 태양계의 알려진 지역에서, 이러한 효과는 태양의 중력작용에 비교하면 무시해도 좋을 정도이다.
그러나 태양계에서 바깥쪽으로 나갈수록, 태양의 중력은 더 약하고, 은하수의 중력장의 변화도는 더 눈에 현저한 역할을 한다. 이러한 변화도 때문에, 은하의 조석력은 은하의 중심방향으로 구름을 뻗게 하고, 다른 두 축의 방향으로 누르면서, 다른 구형의 오르트 구름으로 변형시킬 수 있다. 이러한 작은 은하의 섭동은 오르트 구름의 일원들을 그들의 궤도로부터 태양쪽으로 보내어, 그들을 움직이게 하는데 충분할지도 모른다.
태양의 중력이 은하의 조석에 영향을 미치는 지점은 the tidal truncation radius(조수의 행동반경을 끊음)이라고 불린다. 이 지점은 반경이 약 100,000AU에서 200,000AU사이에 있고, 오르트 구름의 외부 경계에 흔적을 남긴다.
일부 학자들은 은하의 조석력이 원일점이 큰 미행성체들의 근일점을 증가시킴으로써, 오르트 구름의 형성에 공헌했을지도 모른다는 이론을 세운다. 은하의 조석의 효과들은 상당히 복잡하고, 행성계 안의 개개의 물체들의 행동에 몹시 의존한다. 하지만, 점층적으로, 그 효과는 아주 중요할 수 있다. 오르트 구름으로부터 유래된 모든 행성의 90%까지도 은하의 조석의 결과일지도 모른다. 장주기 혜성의 관찰된 궤도들의 통계학상의 모형들은 은하의 조석력이 태양계 안쪽으로 그들의 궤도를 섭동시키는 주요한 원인이라고 주장한다.

## 항성섭동과 동반성 가설
은하의 조석 외에도, 태양계 내부로 혜성을 보내는 주된 요인은 태양계의 오르트 구름과 가까이에 있는 별들의 중력장 사이의 상호작용이나 거대한 분자 구름이라고 믿어진다. 은하수 면을 통과하는 태양의 궤도는 때때로 태양을 다른 항성계에 상대적으로 근접하게 데려다준다. 그 예로, 다음 천만 년 동안, 오르트 구름과 섭동을 일으킬 가장 큰 가능성을 가진 별로는 글리제 710이 있다. 이 과정은 또한 물체들을 황도면 밖으로 흩어지게 하고, 잠재적으로 오르트 구름의 구형 분포를 설명하게 해준다.
1984년에, 물리학자인 Richard A. Muller는 지금까지 오르트 구름 안의 타원 궤도에서 태양의 동반성(同伴星)과 갈색왜성, 적색왜성이나 거대 가스 행성이 발견되지 않았다고 가정했다. 네메시스라고 알려진 이 물체는 대략 2600만년 마다 혜성과 함께 태양계 중심을 폭격 하다시피 하면서, 오르트 구름의 한 부분을 통과한다고 가정된다. 그러나, 지금까지 네메시스의 직접적인 증거는 발견되지 않았다. 어떤 지점에서 별까지의 거리를 정확하게 하기 위해서 시차 측정을 이용하는 어떠한 별 조사(The WISE mission)는 the Nemesis theory를 증명하거나 반증을 보이는 것을 돕겠다는 미션을 가진 채 여전히 진행 중이다. 이 조사의 분석은 2013년에 완성될 것으로 기대된다. The Pan-STARRS 와 the LSST astronomical surveys 라고 불리는 두 개의 계획된 천문학적 임무는 네메시스라는 동반성(同伴星)이 우리 태양계 안에 존재하는지의 여부와 더불어 그 이상의 논쟁을 해결하는데 도움을 줄 수 있을지도 모른다.
2002년, 루이지애나 대학에 있는 천문학자 John J. Matese에 의해 다소 유사한 가설이 진전을 보였다. 그는 은하의 조석이나 별의 섭동만으로 설명될 수 있는 것 이상으로 더 많은 혜성들이 오르트 구름의 특정 지역으로부터 태양계 중심으로 온다고 주장하였다. 이를 설명할 수 있는 가장 그럴듯한 원인으로는 먼 궤도에 목성의 질량 정도를 가진 물체가 있을 것이라는 것이 그의 주장이다.

## 오르트구름의 천체들
장주기 혜성은 그렇다 하고, 오르트 구름에 해당할지도 모른다고 암시되는 오직 네 개의 알려진 물체(90377 세드나, 2000 CR105, 2006 SQ372, 2008 KV42)만이 궤도를 가진다. 처음 두 개는 흐트러진 원반 모형의 물체와는 달리, 해왕성의 중력장 범위 밖에 근일점을 가진다. 그래서 그들의 궤도는 가스로 구성된 거대한 행성으로부터의 섭동에 의해 설명되지 않을 수도 있다. 만약 그들이 그들의 현재 위치에서 형성되었다면, 그들의 궤도는 원래 원형이었음에 틀림없다.  만약 그렇지 않으면, 융합(작은 물체들이 합쳐져서 하나의 큰 물체가 되는 것)은 가능하지 않았을 것이다. 왜냐하면 미행성체들 중에서 더 큰 상대적인 속도가 이들을 너무 분열시켰기 때문이다. 오늘날 타원 궤도는 몇 가지 가정들을 통해 설명할 수 있다.
1. 이러한 물체들은 그들의 궤도를 가질 수 있고, 태양이 여전히 태양 기원 별들의 집단에 끼워넣어져 있을 때, 가까이에 있는 별의 경과에 의해 “lifted"근일점 거리를 가질 수 있다.[4]
2. 그들의 궤도는 오르트 구름 안에 아직 잘 알려지지 않은 행성의 크기에 의해 혼란될 수 있다.
3. 그들은 특히 해왕성이 높은 이심률을 보이는 기간이나 훨씬 더 큰 해왕성 너머의 원반모형의 중력에 의해 흐트러졌을 수도 있다.
4. 그들은 지나가는 작은 별들로부터 점령되었을지도 모른다.

이러한 별들의 분열과 “lift"가설은 관찰과 더불어 대부분을 동의하는 것처럼 보인다. 일부 천문학자들은 90377 Sedna, 2000 CR105이 중심 오르트 구름보다는 “확장된 흐트러진 원반 모형”에 속한다고 언급하는 것을 선호한다.

## 같이 보기
- 태양계
- 카이퍼 대
- 산란 분포대
- 세드나